# Alesha Dixon
Alesha Anjanette Dixon, més coneguda com a Alesha Dixon (Welwyn Garden City, Hertfordshire, Anglaterra, 7 d'octubre de 1978) és una cantautora de pop i R&B, model, ballarina i presentadora de televisió anglesa. Té set germans, la seva mare és anglesa i el seu pare jamaicà.

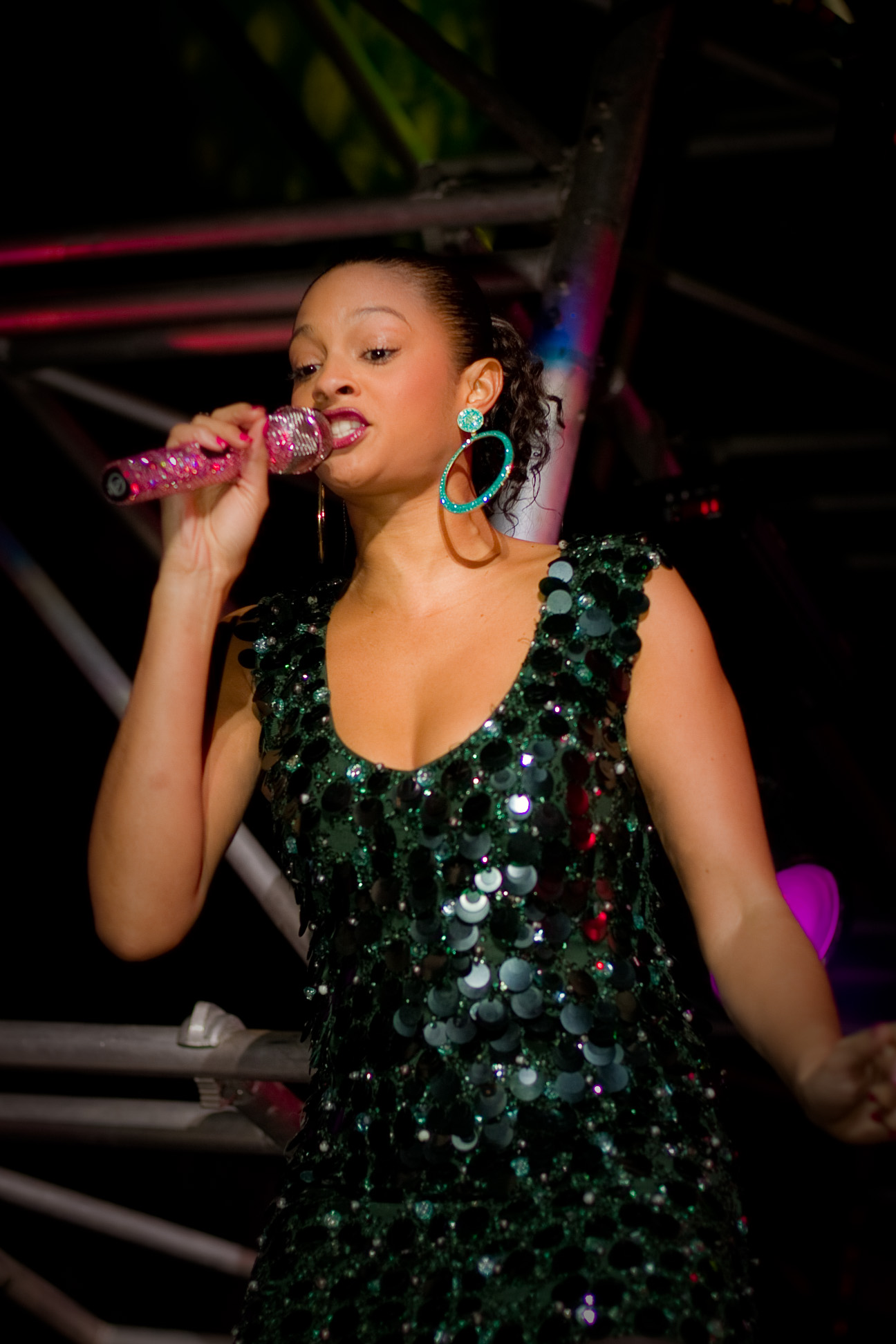
Alesha Dixon

## Inicis de la seva carrera
La carrera d'Alesha va començar el 1999 quan va conèixer Sabrina Washington, en el qual van formar part del Balli Attic.
Va ser component del grup femení anglès Mis-Teeq. Ha treballat com a mestra de cerimònies, compositora, cantant, presentadora de televisió i model ocasional. El 2007 va ser proclamada guanyadora de la versió britànica de Ballant amb les estrelles (Strictly Come Dancing).

## Treball com una cantant solista
Com solista, Dixon ha gravat dos àlbums d'estudi, Fired Up, que es va publicar al febrer de 2008 després d'haver estat cancel·lat la seva publicació pel fracàs dels dos primers singles; i The Alesha Show, llançat només vuit mesos després, al novembre d'aquest mateix any. En el seu últim àlbum s'inclou el seu èxit "The Boy Does Nothing", que va arribar el número u de les llistes espanyoles, i el cinquè lloc en les llistes britàniques.
Va treballar amb cantants tal com Xenomania, Johnny Douglas, Brian Higgins, Paul Eppe per preparar cançons perl seu àlbum Fired Up.
El juny de 2005 va anunciar que el seu primer single en solitari seria "Superficial", però la cançó va ser publicada il·legalment en Internet, i Alesha va decidir que la seva primer single seria "Lipstick".
Va publicar oficialment el seu single "Lipstick" el 14 d'agost de 2006. El single va ser publicat a Europa i Àsia el 21 d'agost, tenint molt poc èxit. El segon single en publicar-se seria "Knock Down" el 30 d'octubre de 2006.
El 6 de novembre, data de la publicació del seu àlbum-debut Fired Up, la pàgina web AleshaDixon.net va anunciar en exclusiva el seu acomiadament de Polydor Records, i de la no publicació del seu àlbum-debut. El desembre de 2006, va gravar un videoclip juntament amb el raper Ludacris "Girls Gone Wild". Al novembre de 2008 va llançar el seu segon àlbum d'estudi, The Alesha Show, en el qual s'inclou el single "The Boy Does Nothing" (El meu xicot no fa res).

## Discografia

### Àlbums més destacats
- Fired Up (2007)
- The Alesha Show (2008)
- The Entertainer (2010)